# 11159 Mizugaki
11159 Mizugaki (1998 BH1) là một tiểu hành tinh vành đai chính được phát hiện ngày 19 tháng 1 năm 1998 bởi T. Kobayashi ở Oizumi.